# اس‌اس برمن (۱۸۹۷)
اس‌اس برمن (۱۸۹۷) (به انگلیسی: SS Bremen (1897)) یک کشتی است که طول آن ۵۵۰ فوت (۱۷۰ متر) می‌باشد. این کشتی در سال ۱۸۹۶ ساخته شد.